# Виламар
Вилама̀р (на италиански и на сардински: Villamar) е малко градче и община в Южна Италия, провинция Южна Сардиния, автономен регион и остров Сардиния. Разположено е на 108 m надморска височина. Населението на общината е 2881 души (към 2010 г.).